# 密花滇紫草
密花滇紫草（学名：Onosma confertum）是紫草科滇紫草属的植物，为中国的特有植物。分布于中国大陆的四川、云南等地，生长于海拔2,300米至3,300米的地区，一般生长在丘陵山地的矮灌丛下，目前尚未由人工引种栽培。